# Androphobus viridis
Pássaro-chicote-da-papua ou chicoteador-papua (Androphobus viridis) é uma espécie de ave da família Cinclosomatidae. É a única espécie dentro do género Androphobus.
Pode ser encontrada nos seguintes países: Indonésia e Papua-Nova Guiné.